# Apeadero de Quinta do Valongo - Vacariça
El Apeadero de Quinta do Valongo - Vacariça, igualmente conocido como Apeadero de Vacariça, es una plataforma ferroviaria de la Línea de la Beira Alta, que sirve a las localidades de Quinta do Valongo y Vacariça, en el Distrito de Aveiro, en Portugal.

## Historia

### Inauguración
Este apeadero se encuentra en el tramo entre Pampilhosa y Vilar Formoso de la Línea de la Beira Alta, que fue inaugurado el 1 de julio de 1883.